# Vicherey
Vicherey település Franciaországban, Vosges megyében. Lakosainak száma 158 fő (2022. január 1.). Vicherey Beuvezin, Tramont-Émy, Tramont-Lassus, Tramont-Saint-André, Maconcourt, Pleuvezain, Rainville és Soncourt községekkel határos.

## Népesség
A település népessége az elmúlt években az alábbi módon változott:
| Lakosok száma | 156  | 177  | 190  | 195  | 202  | 207  | 191  | 174  | 158  |
|               | 2013 | 2015 | 2016 | 2017 | 2018 | 2019 | 2020 | 2021 | 2022 |